# MVP de la Temporada de la American Basketball Association
El ABA Most Valuable Player Award (MVP), o en español Mejor jugador de la temporada de la ABA fue un premio que concedía la American Basketball Association al mejor jugador de la temporada regular. Cada jugador que ganó el premio militaba en un equipo que logró al menos 45 victorias durante la temporada. El primer ganador fue el Connie Hawkins. Julius Erving se hizo con el galardón en tres ocasiones, todos con New York Nets. Mel Daniels lo ganó dos veces con Indiana Pacers. Erving y George McGinnis compartieron el premio en la temporada 1974-75. Siete de los ganadores jugaban en la posición de alero, mientras que seis lo hacían en la de pívot. Dos novatos consiguieron el premio: Spencer Haywood en la temporada 1969-70 y Artis Gilmore en la temporada 1971-72.

## Ganadores

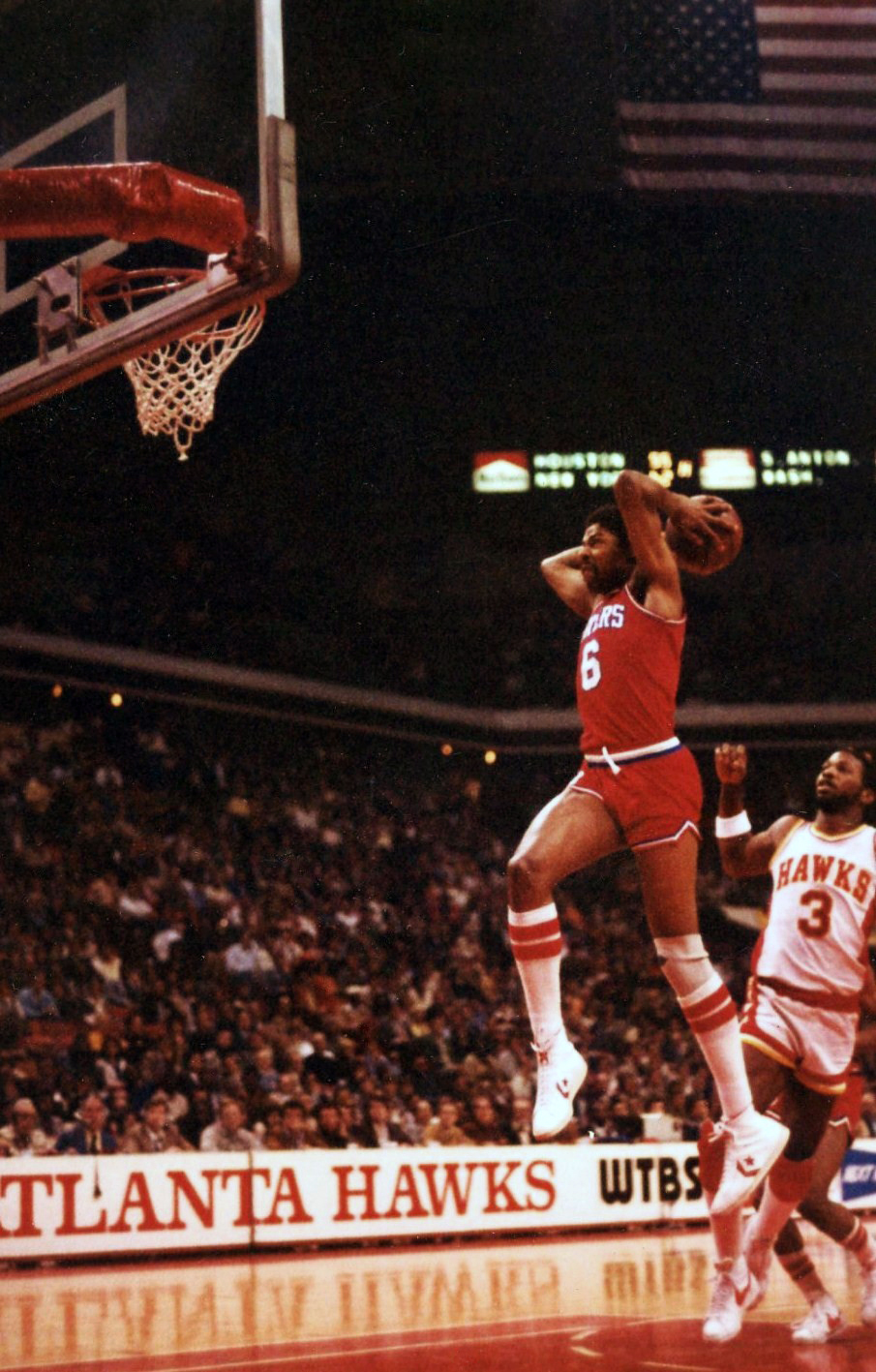
Julius Erving ganó el premio en tres ocasiones.

|  | Elegido para el Basketball Hall of Fame |

| Temporada | Jugador           | Nacionalidad   | Equipo            |
| --------- | ----------------- | -------------- | ----------------- |
| 1967-68   | Connie Hawkins    | Estados Unidos | Pittsburgh Pipers |
| 1968-69   | Mel Daniels       | Estados Unidos | Indiana Pacers    |
| 1969-70   | Spencer Haywood   | Estados Unidos | Denver Rockets    |
| 1970-71   | Mel Daniels (2)   | Estados Unidos | Indiana Pacers    |
| 1971-72   | Artis Gilmore     | Estados Unidos | Kentucky Colonels |
| 1972-73   | Billy Cunningham  | Estados Unidos | Carolina Cougars  |
| 1973-74   | Julius Erving     | Estados Unidos | New York Nets     |
| 1974-75   | Julius Erving (2) | Estados Unidos | New York Nets     |
| 1974-75   | George McGinnis   | Estados Unidos | Indiana Pacers    |
| 1975-76   | Julius Erving (3) | Estados Unidos | New York Nets     |